# Истина
Истина је вишезначан појам у филозофији, науци и свакодневном животу. Уобичајено значење истине је сагласје са чињеницама или стварношћу. Супротно истини стоји лаж, која такође може имати логичко, чињенично или етичко значење. О концепту истине се дискутовало кроз неколико контекста, укључујући филозофију и религију. Многе људске активности почивају на концепту истине укључујући науку, право и свакодневни живот. Истина се остварује у процесу сазнања. 
Различите теорије и погледи се изнова претресају. Језик и речи су средство помоћу којих људи преносе информације једни другима, а методи коришћени да утврде истину зову се критеријуми истине. Постоје различите тврдње на питања која се тичу оног шта чини истину: како дефинисати и идентификовати истину; да ли је истина субјективна или објективна, релативна или апсолутна. Многе религије савршено знање свих истина о свим стварима приписују божанском или натприродном бићу. Једне од главних теорија истине су: Теорија кореспонденције, по којој је истина сагласност неке тврдње стварности, а први ју је формулисао Аристотел у „Метафизици“, теорија евиденције, теорија кохеренције, теорија верификације и дијалектичка теорија истине
Неке неокласичне теорије истине сматрају да се истинитост састоји у непротивречности скупа судова или у користи коју појединац или друштво могу да стекну на основу сазнања.
Апсолутна истина је идеал коме се људско сазнање приближава низом релативних истина, не достижући га никада у потпуности. То је истина коју никакво накнадно сазнање није измијенило, кориговало итд.
| „                               | Свака се поједина ствар апсолутно назива истинитом по њеном односу према уму од кога зависи. Зато се вештачки створене ствари називају истинитим по свом односу према нашем уму. Наиме, она се кућа назива истинитом која постиже сличност са обликом који је у градитељевој замисли, а говор се назива истинитим, уколико је израз истинитог сазнања. На сличан се начин истинитима називају природне ствари, уколико постижу сличност са идејама, које су у божијој мисли. Истинитим се наиме назива камен, јер постиже природу својствену камену према претходној замисли божијег ума. Тако је дакле истина првенствено у уму, а тек на другом месту у стварима, уколико се оне изједначују с умом као својим исходиштем ... Истина ствари се састоји у упоређивању са божијим умом. | ” |
| — Тома Аквински, Сума теологије | |   |

Према Мартину Хајдегеру, оригинално значење и суштина истине у античкој Грчкој било је разоткривање или откривање или доношење онога што је раније било сакривено на отворено, на шта указује оригинални грчки израз за истину, aletheia. Према том гледишту, појам истине као коректности је каснија изведба из изворне суштине концепта, развој који Хејдегер прати до латинског термина veritas.
Прагматисти попут Ч. С. Перса сматрају да истина има неку врсту суштинског односа према људским праксама за испитивање и откривање истине, с тим да је сам Перс тврди да је истина оно што би људска истрага сазнала о датој ствари, ако би наша истраживачка пракса била спроведена до крајње могуће мере: „Мишљење с којим је суђено да се ултимативно сложе сви који истражују, је оно што мислимо да је истина ...”
Разне теорије и гледишта о истини се и даље разматрају међу научницима, филозофима, и теолозима. Језик и речи којима људи међусобно преносе информације и метод који се користи за утврђивање „истине” се називају критеријумима истине. Постоје различити ставови о таквим питањима као што је садржај истине: које ствари имају способност носиоца истинитости, било истинске или лажне; како се може дефинисати, идентификовати и разликовати истина; какву улогу има верско и емпиријско знање; и да ли је истина субјективна или објективна, релативна или апсолутна.
Фридрих Ниче је познат по томе што сугерисао да древно, метафизичко веровање у божанство Истине лежи у основи и да је служило као фондација за целокупну каснију западну интелектуалну традицију: „Али ви ћете схватити на шта циљам, наиме, да је то и даље метафизичка вера на којој почива наша вера у науку - да чак и ми данашњи учењаци, ми безбожни анти-метафизичари и даље узимамо нашу ватру са пламена осветљеног хиљадугодишњом вером, хришћанском вером која је исто тако била Платонова вера, да је Бог истина, та је истина 'божанска' ...”

## Народна веровања о истини
Предикат истине „P је истинито” има велику практичну вредност у људском језику. Он омогућава ефикасно одобравање или одбијање тврдњи, наглашавање истинитости или лажности изјава, а омогућава и разне индиректне (Грајсове) конверзацијске импликације. Индивидуе или друштва понекад кажњавају „неистините” изјаве да би одвратили ширење неистине; најстарији преживели законски текст, Ур-Намуов законик, наводи казне за лажне оптужбе чаробњаштва или прељубе, као и за лагање пред судом. Чак и четверогодишња деца могу да савладају једноставне тестове „лажних веровања” и да успешно процене да се веровања друге особе разликују од реалности на специфичан начин; до одраслог доба развијају се снажне имплицитне интуиције о „истини” које формирају „народну теорију” истине. Ове интуиције обухватају:
- Хватање (T-in): Ако је P, онда је P истинито
- Пуштање (T-out): Ако је P истинито, онда је
- Доследност: Изјава не може да буде истовремено истинита и лажна
- Нормативност: Обично је добро да се верује у познавање истине
- Лажна уверења: Појам да веровање датој изјави, нужно је не чини истинитом

Попут многих народних теорија, оне о истини су корисне у свакодневном животу, мада након дубље анализе постаје очевидно да су оне технички само-контрадикторне. Специфично, било који формални систем који је потпуно доследан семантици истине „хватања и пуштања” (такође познатој као Т-схема), и који исто тако поштује класичну логику, вероватно је недоследан и подложан парадоксу лажљивца или сличним контрадикцијама.

## Главне теорије
Питање тога шта је ваљана основа одлучивања о томе како се речи, симболи, идеје и убеђења могу валидно сматрати истинитим, било са гледишта једне особе или читавог друштва, решава сет од пет најпревалентнијих материјалних теорија. Свака представља перспективу која се широко прихваћена међу научницима.
Међутим, супстантивне теорије нису универзално прихваћене. Недавно су развијене „дефлационе” или „минималистичке” теорије истине као супротност старијим субстантивним теоријама. Минималистичко резоновање се центрира на појму да примена термина као што је истинит у изјави не потврђује било шта значајно о њој, на пример, било шта о њеној природи. Минималистичко резоновање схвата истину као ознаку која се користи у општем дискурсу како би се изразила сагласност, нагласиле тврдње или формирале опште претпоставке.